# Birk Ruud
Birk Ruud (Bærum, 2 april 2000) is een Noorse freestyleskiër, die is gespecialiseerd in de slopestyle en de big air. Hij vertegenwoordigde zijn vaderland op de Olympische Winterspelen 2022 in Peking.

## Carrière
Bij zijn wereldbekerdebuut, in januari 2016 in Mammoth Mountain, scoorde Ruud direct wereldbekerpunten. In september 2016 behaalde de Noor in El Colorado zijn eerste toptienklassering in een wereldbekerwedstrijd. Tijdens de wereldkampioenschappen freestyleskiën 2017 in de Spaanse Sierra Nevada eindigde hij als vijftiende op het onderdeel slopestyle. Op 24 maart 2017 stond Ruud in Voss voor de eerste maal in zijn carrière op het podium van een wereldbekerwedstrijd, een dag later boekte hij in Voss zijn eerste wereldbekerzege.
Op de wereldkampioenschappen freestyleskiën 2019 in Park City veroverde de Noor de zilveren medaille op het onderdeel slopestyle. Daarnaast eindigde hij als vijfde in de halfpipe en als twaalfde op het onderdeel big air. In Aspen nam Ruud deel aan de wereldkampioenschappen freestyleskiën 2021. Op dit toernooi eindigde hij als zevende op het onderdeel slopestyle, als twaalfde op het onderdeel big air en als veertiende in de halfpipe. Tijdens de Olympische Winterspelen van 2022 in Peking behaalde hij de gouden medaille op het onderdeel big air, op het onderdeel slopestyle eindigde hij op de vijfde plaats.

## Resultaten

### Olympische Winterspelen
| Jaar | Plaats | Resultaten              |
| ---- | ------ | ----------------------- |
| 2022 | Peking | Big air · 5e Slopestyle |

### Wereldkampioenschappen
| Jaar | Plaats        | Resultaten                             |
| ---- | ------------- | -------------------------------------- |
| 2017 | Sierra Nevada | 15e Slopestyle                         |
| 2019 | Park City     | 12e Big air · 5e Halfpipe · Slopestyle |
| 2021 | Aspen         | 12e Big air 14e Halfpipe 7e Slopestyle |

### Wereldbeker
Eindklasseringen
| Seizoen   | Algm | BA     | HP  | SS     |
| --------- | ---- | ------ | --- | ------ |
| 2015/2016 | 181e | –      | –   | 39e    |
| 2016/2017 | 17e  | Zilver | –   | 57e    |
| 2017/2018 | 135e | 19e    | –   | 24e    |
| 2018/2019 | 24e  | Zilver | 23e | 11e    |
| 2019/2020 | 6e   | Goud   | 13e | 4e     |
| 2020/2021 | 10e  | Goud   | –   | –      |
| 2021/2022 | Goud | Brons  | –   | Zilver |

Wereldbekerzeges
| Datum            | Plaats      | Onderdeel  |
| ---------------- | ----------- | ---------- |
| 25 maart 2017    | Voss        | Big air    |
| 4 november 2018  | Modena      | Big air    |
| 14 december 2019 | Beijing     | Big air    |
| 18 januari 2020  | Seiseralm   | Slopestyle |
| 8 januari 2021   | Kreischberg | Big air    |
| 20 november 2021 | Stubai      | Slopestyle |
| 12 maart 2022    | Tignes      | Slopestyle |
| 26 maart 2022    | Silvaplana  | Slopestyle |
| 21 oktober 2022  | Chur        | Big air    |
| 19 november 2022 | Stubai      | Slopestyle |